# Alexandre Dossin
Alexandre Dossin (Porto Alegre, 13 de setembro de 1970) é um pianista brasileiro.
Recebeu em 2003 o Primeiro Prêmio e Prêmio Especial no Concurso Internacional de Piano Martha Argerich, em Buenos Aires, em Setembro de 2003. Martha Argerich, presidindo o júri, declarou que as quatro apresentações de Alexandre Dossin durante o concurso foram “magníficas, com extrema sensibilidade e verdadeira virtuosidade”. Além do 1º Prêmio no Concurso Martha Argerich, foi laureado em importantes concursos internacionais como “Grand Prix Maria Callas, em Atenas, Grécia, (Medalha de Prata)  “Mozart International Piano Competition”  em Salzburg (3º Prêmio), e vencedor de vários concursos no Brasil.

## Biografia
Alexandre Dossin começou seus estudos de piano aos 5 anos com Maria Francisca Heinrich no Instituto Musical Verdi.
Durante seus estudos no Brasil, (1976-1989), foi aluno de Hubertus Hofmann e Dirce Knijnik na Universidade Federal do Rio Grande do Sul. Foi premiado em concursos estaduais e nacionais, incluindo Hours Concours no Concurso Estadual Heitor Villa-Lobos em Bagé, RS (1987), Primeiro Prêmio no Concurso Nacional Edino Krieger em Brusque, SC (1988) e outros. Foi considerado Revelação Artístico Musical em 1980 e vencedor dos concursos Jovens Solistas da OSPA em 1984, 1985 e 1986.
Foi convidado a viajar a Moscou em 1989, como bolsista do Ministério da Educação da Rússia, após ter sido selecionado entre mais de 25 pianistas de todo o Brasil no Primeiro Seminário de Integração Brasil-União Soviética, realizado no Rio de Janeiro. Recebeu o grau de “Master of Fine Arts” em junho de 1996, e terminou o Advanced Post-Graduate Course em Piano no prestigioso Conservatório Tchaikovsky em Moscou em novembro de 1997, sempre sob a orientação de Sergei Dorensky.
Foi um dos 35 selecionados entre mais de 200 inscrições para o X Concurso Internacional Van Cliburn em Fort Worth (Texas, 1997), após o qual foi convidado para recitais no Texas e recebeu bolsa de estudos para a University of Texas at Austin. Único aluno de música (entre mais de 600) a ser premiado com a prestigiosa “Graduate Fellowship” em 1998, recebeu o diploma de Doctor of Musical Arts cum lauda em 2001, tendo estudado com William Race e Gregory Allen.
Em 1997, Alexandre Dossin foi o mais jovem agraciado com o título de “Embaixador do Rio Grande”, concedido pelo Governo do Estado do Rio Grande do Sul.
Foi recentemente contratado pela prestigiosa editora Schirmer, com a finalidade de gravar e publicar uma edição da obra “As Estações” de Tchaikovsky. Em maio de 2008 apareceu na capa da revista Clavier (uma das mais importantes publicações especializadas em piano nos Estados Unidos), que também publicou uma extensiva entrevista e uma crítica elogiosa ao seu 3º CD, dedicado às obras de Liszt e incluído na Série Internacional “Franz Liszt Complete Piano Works” da Gravadora Naxos. Este CD logo chegará ao Brasil e já recebeu críticas nos Estados Unidos e Europa:
“Acima da óbvia virtuosidade e estilo popular desta gravação, Dossin  - da mesma maneira que Liszt trata a música com o máximo respeito”.Andrew Clark, The Financial Times (Reino Unido)
“Ele é um músico discernido e refinado com um senso astuto de fraseado e expressão dinâmica. As exigências técnicas de Liszt não são um empecilho para este solista que evita as tentações de doçura ou virtuosidade vazias e exageradas”.Michael Cookson, MusicWeb International (Reino Unido).
“ Nesta gravação, muitos momentos revelam o trabalho de um mestre do teclado”. Jed Distler,Classics Today (EUA)
“Pianista brasileiro mostra ser um mestre em Liszt”  By Robert Baxter, Courier-Post –New Jersey (EUA).
Atualmente é professor assistente de piano na Universidade de Oregon e realiza concertos e recitais pelos Estados Unidos, Canadá e Brasil. Alexandre Dossin foi recentemente eleito para o Board of Directors da American Liszt Society e é o Presidente do Oregon Chapter da American Liszt Society em Eugene, Oregon.